# Вальтер Діснер
Вальтер Діснер (нім. Walter Dießner, 26 грудня 1954) — німецький академічний веслувальник.
Олімпійський чемпіон 1980 року в складі розпашної четвірки зі стерновим, срібний призер 1976 року в складі розпашної четвірки зі стерновим.
Чемпіон світу 1974, 1977, 1978, 1979 років у складі розпашної четвірки зі стерновим, срібний призер 1975 року в складі розпашної четвірки зі стерновим.